# هارولد رووي
هارولد رووي (5 نوفمبر 1883 في أستراليا - 29 أكتوبر 1968) (بالإنجليزية: Harold Rowe)‏ هو لاعب كريكت أسترالي. لعب مع فريق غرب أستراليا للكريكت ‏.

## وصلات خارجية
- هارولد رووي على موقع إي آس بي آن كريك إنفو (الإنجليزية)